# Mischa Blok
Mischa Blok (Seoul, Zuid-Korea, 15 juli 1975) is een Nederlands radio- en podcastmaker en journalist.
Ze presenteert onder nadere de NPO Radio 1-programma's MISCHA! en VINK. Daarvoor was ze te horen op Dolfijn FM en ze presenteerde het nieuws voor onder meer BNR Nieuwsradio. 

## Werkzaamheden
Blok begon haar radioloopbaan in 2003 bij de zender Dolfijn FM op Curaçao, waar ze het nieuws las en een datingshow presenteerde. Terug in Nederland werkte ze enige tijd als nieuwlezer voor het ANP en BNR Nieuwsradio. Sinds 2010 is ze bij NPO Radio 1 werkzaam als eindredacteur, verslaggever en presentator.
Op NPO Radio 1 presenteerde ze van 2017 tot 2019 het programma Radar Radio voor AVROTROS. Tijdens de Olympische Winterspelen 2018 in Zuid-Korea maakte Blok een vijftiental reportages voor NPO Radio 1 over de Zuid-Koreaanse cultuur onder de noemer Mischa Says Hi! In de zomereditie van 2017 deed Blok mee aan het televisieprogramma De Slimste Mens. Hier behaalde zij de finale en werd uiteindelijk tweede.
Op het moment dat Radar Radio ophield te bestaan, presenteerde ze een nachtprogramma genaamd Miss Podcast; eerst elke nacht, sinds de zomer van 2021 één nacht per week. Tevens is vanaf 2020 de podcast Vink, die ze tussen maart 2019 en maart 2021 met Vincent Bijlo en Stan Putman maakte, op hetzelfde tijdslot in de nacht van vrijdag op zaterdag te horen. Per 1 maart 2021 volgde ze Dionne Stax op en presenteerde ze samen met Toine van Peperstraten het programma Blok&Toine (voorheen Stax & Toine). Vanaf 1 januari 2022 is ze op NPO Radio 1 te horen in het interviewprogramma Mischa!, waarin ze een uur lang in gesprek gaat met een gast. In de zomer van 2022 presenteert ze samen met Toine van Peperstraten de Ochtendshow op Veronica.
Naast haar radiowerk is Mischa podcastmaker en maakte ze onder andere de podcast Liefdeslessen en EXEN, de podcast. In 2021 was Blok verslaggever voor het programma Opium op Oerol. In juni 2022 nam Blok deel aan kennisquiz The Connection. Ze belandde op de derde plek. In 2023 deed Blok mee aan het televisieprogramma Het Onbekende. In datzelfde jaar was ze te zien als gastpanellid in het televisieprogramma DNA Singers. 
Voor NPO Radio 1 maakte Mischa samen met Erik Dijkstra in 2023 het boekenprogramma Het Echte Leven. In 2024 deed ze samen met Toine van Peperstraten mee aan het televisieprogramma Code van Coppens: De wraak van de Belgen. In datzelfde jaar deed ze mee aan het televisieprogramma De Pappenheimers. Ook deed Blok in 2024 mee aan het televisieprogramma Wat een dag!. In 2025 deed ze mee aan het televisieprogramma No Way Back VIPS. In datzelfde jaar deed ze opnieuw mee aan het televisieprogramma De Slimste Mens waarin ze dit keer na een aflevering afviel.

## Persoonlijk
Blok werd als Eun Hye Park geboren in Zuid-Korea. Haar ouders scheidden en ze werd de eerste twee jaar van haar leven opgevoed door haar grootmoeder en vader. Hierna bracht haar vader haar op tweejarige leeftijd naar een kindertehuis in Suwon toen hij een nieuwe vrouw kreeg en zij zwanger was. Kort erna werd ze op haar derde geadopteerd door een Nederlands echtpaar en groeide op in Hendrik-Ido-Ambacht.
Ze maakte in 2005 een radiodocumentaire over haar adoptie en zoektocht naar haar biologische ouders, getiteld Meneer Park. In 2023 verscheen haar boek Mama Lee, een zoektocht naar haar Koreaanse moeder, naar de waarheid en naar onvoorwaardelijke liefde.
Blok is gescheiden en heeft een dochter en een zoon.

## Publicatie
- Mama Lee (2023, Meulenhoff, Amsterdam), bekroond met de Opzij Literatuurpublieksprijs 2023